# Katarzyna Stenbock
Katarzyna Stenbock
szw. Katarina Stenbock, Gustavsdotter (ur. 22 lipca 1535 na zamku Torpa w pobliżu Borås, zm. 13 grudnia 1621 w Strömsholm) – trzecia żona króla Gustawa Wazy i królowa Szwecji w latach 1552–1560. Jej rodzicami byli Gustaw Olofson Stenbock i Brita Eriksdotter Leijonhufvud, siostra Małgorzaty Leijonhufvud, drugiej żony króla Gustawa Wazy.

## Małżeństwo
Śmierć drugiej żony Gustawa Wazy, była dla króla wielkim ciosem zwłaszcza że osierociła ośmioro dzieci, z których najstarszy Jan miał niespełna 14 lat, a najmłodszy Karol nie ukończył jeszcze pierwszego roku. Król więc niezwłocznie rozpoczął poszukiwania kolejnej żony. Wybór padł na szesnastoletnią wówczas Katarzynę, siostrzenicę Małgorzaty. Katarzyna, która była już zaręczona z równym sobie wiekiem kawalerem z dobrego domu, nie była zachwycona planami starszego od niej o czterdzieści lat króla, jednakże odmowa nie wchodziła w rachubę.
Decyzja króla spotkała się z krytyką zarówno wśród szlachty, jak i władz kościelnych. Ówczesny arcybiskup Laurentius Petri, zaprotestował przeciwko temu związkowi, twierdząc, że poślubienie siostrzenicy zmarłej żony stoi w sprzeczności z prawem Bożym zapisanym w Starym Testamencie i odmówił królowi udzielenia ślubu. Gustaw stwierdził jednak, że zakazy zapisane w Księgach Mojżeszowych dotyczą jedynie żydów i postanowił, że ceremonia ślubna odbędzie się w Vadstenie.
Ślub odbył się 22 sierpnia 1552, niemalże w rocznicę śmierci królowej Małgorzaty, w kościele klasztornym w Vadstenie.
Ten ośmioletni związek, mimo iż bezdzietny, opisywany był jako szczęśliwy.

## Królowa-wdowa
Po śmierci króla (1560) Katarzyna jako królowa wdowa nie miała dużych szans na ponowne zamążpójście. Pomimo iż owdowiała, mając zaledwie 25 lat, nigdy już za mąż nie wyszła. Zawsze miała dobry kontakt z pasierbami i często łagodziła spory pomiędzy nimi.
Zamieszkała na zamku Strömsholm, który otrzymała za zgodą Riksdagu na wniosek Jana III w 1582. Zmarła tamże 13 grudnia 1621 przeżywszy Gustawa o 61 lat. Została pochowana 1 kwietnia 1622 w uppsalskiej katedrze.